# Schizocardium peruvianum
Schizocardium peruvianum is een diersoort in de taxonomische indeling van de Hemichordata. Het dier behoort tot het geslacht Schizocardium en behoort tot de familie Spengelidae. De wetenschappelijke naam van de soort werd voor het eerst geldig gepubliceerd in 1893 door Spengel.